# أولاد سعيد الواد (أولاد سعيد الواد)
أولاد سعيد الواد هي إحدى مشيخات المملكة المغربية، تتبع جغرافيا لإقليم بني ملال وإداريًا لأولاد سعيد الواد. يقدر عدد سكانها بـ 8844 نسمة حسب الإحصاء الرسمي للسكان والسكنى لسنة 2004.